# Apaeleticus brunnescens
Apaeleticus brunnescens là một loài tò vò trong họ Ichneumonidae.